# Џеки Кармајкл
Џеки Кармајкл (енгл. Jackie Carmichael; Менхетн, 2. јануар 1990) амерички је кошаркаш. Игра на позицијама крилног центра и центра.

## Каријера
После завршетка колеџ каријере, коју је провео на универзитету Илиној Стејт, Кармајкл је изашао на НБА драфт 2013. године. Након што није драфтован, играо је НБА летњу лигу, прво за Мајами хит у Орланду, а затим и за Далас мавериксе у Лас Вегасу. Дана 10. септембра 2013. је потписао једногодишњи уговор са шпанским Билбаом. Отпуштен је 21. децембра 2013, након што је наступио на десет утакмица. Дана 31. децембра 2013. је потписао за екипу Ајова енерџи из НБА развојне лиге.
Током лета 2014. године је играо летњу лигу са Индијана пејсерсима. Дана 23. јула 2014. је потписао уговор са израелским Макаби Ришон Леционом за сезону 2014/15. Дана 11. априла 2015. је пружио најбољу партију у дресу клуба из Ришон Лециона, када је постигао 24 поена уз пет скокова и три асистенција у поразу 105:85 од Макабија из Тел Авива. На 38 одиграних утакмица за Макаби Ришон Лецион, бележио је просечно 12,5 поена, 6,8 скокова и 1,1 асистенцију по утакмици. Помогао је клубу да стигне до полуфинала првенства Израела, где су поражени од Хапоела из Јерусалима.
Дана 24. јула 2015. је потписао уговор са турским Банвитом за сезону 2015/16. Са Банвитом је стигао до четвртфинала првенства Турске, као и осмине финала Еврокупа где су елиминисани од Олимпије из Милана. 
Дана 18. децембра 2016. је потписао уговор са израелским Макаби Ашдодом за сезону 2016/17. Дана 21. априла 2017. је пружио најбољу партију сезоне када је забележио 18 поена, уз шест скокова и две асистенције у победи 85:70 над Макаби Кирјат Гатом.
Дана 25. јула 2017. је потписао уговор са турским Бујукчекмеџеом. Ипак, већ 1. новембра 2017. је раскинуо уговор са овом клубом, а да није заиграо ни на једној утакмици, након чега је потписао за други турски клуб, Ушак Спортиф, до краја 2017/18. сезоне. Дана 13. маја 2018. је забележио свој рекордни учинак у европској каријери, када је имао 34 поена и 16 скокова у победи 91:76 над Трабзонспором. На 23 одигране првенствене утакмице за Ушак Спортиф у сезони 2017/18, бележио је просечно 13,3 поена, 7 скокова и 1,9 асистенција по утакмици.
Дана 22. августа 2018. је потписао једногодишњи уговор са руским Автодор Саратовом. Ипак, већ 17. октобра исте године је раскинуо уговор са овим клубом након што је наступио на само три утакмице. Девет дана касније је потписао за либански клуб Спортинг ал Ријади из Бејрута. Већ 30. новембра 2018. се враћа у европску кошарку и потписује двомесечни уговор са УНИКС-ом из Казања. Напустио је УНИКС 15. марта 2019, након што је наступио на 12 утакмица. Пет дана касније је потписао за турског друголигаша Конијаспор до краја сезоне.
Дана 12. августа 2019. је потписао уговор са француским Бургом за сезону 2019/20.
Дана 14. јуна 2020. је потписао уговор са Игокеом за сезону 2020/21.

## Успеси

### Клупски
- Цедевита Олимпија:
  - Суперкуп Словеније (1): 2021.